# Säuberungsaktion vom 15. März 1928
Die Säuberungsaktion vom 15. März 1928 (japanisch 三・一五事件, San-ichigo jiken) war ein Massenarrest von Kommunisten in Japan.

## Die Aktion
Bei der Aktion wurden rund 1600 Personen festgenommen, die als Kommunisten verdächtigt wurden. Mit diesen Maßnahmen reagierte die Regierung auf zunehmend kommunistischen Aktivitäten der verbotenen Kommunistischen Partei Japans, mit denen die legalen Links-Parteien während der Wahlen im Februar 1928 unter dem neuen Gesetz zur Gleichberechtigung von Mann und Frau unterstützt werden sollten. Für die Arreste wurde zum dritten Mal das das Gesetz zur Erhaltung der öffentlichen Sicherheit (治安維持法, Chian Iji-hō) aus dem Jahr 1925 angewandt.
Von den Festgenommenen kamen schließlich 500 Personen vor Gericht. Das konservative Kabinett Tanaka Giichi nutzte die offengelegte Arbeitsweise der kommunistischen Partei als Vorwand, um die „Arbeiter-Bauern-Partei“ (労働農民党, Rōdō Nōmin-tō), die „Union der proletarischen Jugendlichen“ (全日本無産青年同盟, Zen-Nihon Musan Seinen Dōmei), und den „Rat der japanischen Gewerkschaften“ (日本労働組合評議会, Nihon Rōdō-Kumiai Hyōgi-kai) aufzulösen. Darüber hinaus nutzte das Kabinett die Gelegenheit, das Gesetz zur Erhaltung der öffentlichen Sicherheit um die Möglichkeit der Todesstrafe zu erweitern.
Die Aktion vom 15. März war die erste einer Reihe von Massenverhaftungen, die auf die Beseitigung des Kommunismus abzielten. Das hat sich tief ins Bewusstsein der Bevölkerung eingegraben. Zu den Festgenommenen zählten Nosaka Sanzō, Tokuda Kyūichi, Sakisaka Itsurō, Mizuno Shigeo.